# Natal'ja Bočina
Natal'ja Valer'evna Bočina (in russo Наталья Валерьевна Бочина?; Leningrado, 4 gennaio 1962) è un'ex velocista sovietica, vincitrice di due medaglie d'argento ai Giochi olimpici di Mosca 1980.

## Palmarès
| Anno | Manifestazione  | Sede  | Evento      | Risultato | Prestazione | Note |
| ---- | --------------- | ----- | ----------- | --------- | ----------- | ---- |
| 1980 | Giochi olimpici | Mosca | 200 m piani | Argento   | 22"19       |      |
| 1980 | Giochi olimpici | Mosca | 4×100 m     | Argento   | 42"10       |      |